# Michaël Van Geele
Michaël Van Geele (Brussel, 1 augustus 1986) is een Belgisch voetballer die zowel een verdedigende als aanvallende middenvelder is.

## Carrière
Van Geele genoot zijn jeugdopleiding bij KV Mechelen, waar hij opgemerkt werd door het Engelse Middlesbrough FC. In 2003 vertrok naar Engeland, waar hij een semi-profcontract ondertekende. Vanwege een maandenlange blessure en aanpassingsproblemen kon Van Geele er niet doorbreken. De middenvelder speelde in die periode ook voor de Belgische nationale jeugdelftallen.
In 2004 besloot Van Geele terug in België te voetballen voor Royale Union Saint-Gilloise. Eén seizoen later vertrok Van Geele naar KFC Verbroedering Geel, waar hij een van de belangrijkste pionnen was. Tussen 2007 en 2010 speelde hij voor Red Star Waasland, om vanaf de zomer van 2010 de kleuren van FC Brussels te verdedigen.
Op 23 augustus 2011 ondertekende hij een contract bij Antwerp FC en op 1 februari 2012 op amateurbasis bij FC Eindhoven. In het seizoen 2012/13 was Van Geele aanvoerder van FC Eindhoven. Een seizoen later kwam hij nauwelijks meer aan bod en begin 2014 vertrok hij naar KSV Bornem. Vanaf de zomer van 2016 speelde hij kort voor SV OSS '20 en stapte in de winterstop over naar VV Rood Wit.